# 法衣 (基督教)

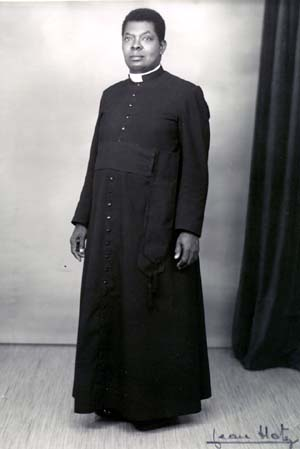
穿有标准33个纽扣法衣，首位来自比属刚果的当地罗马天主教神父

法衣（cassock或soutane）是一种基督教神职人员穿的衣物，采用的教会主要包括罗马天主教和东正教以及部分新教教派，如圣公会和路德宗。该种法衣源自古罗马的丘尼卡。在现代西方社会，除了宗教仪式中，一般不穿着该衣物。